# ピース・アーチ
ピース・アーチ（英語: Peace Arch）またはアルシェ・デ・ラ・ペ（フランス語: Arche de la Paix）は、カナダ＝アメリカ合衆国国境上の国境の最西端付近にある記念碑である。アメリカ合衆国ワシントン州ブレインとカナダ・ブリティッシュコロンビア州サレーに跨っている。
1921年にアメリカの弁護士サミュエル・ヒルの主導により建立された。米英戦争の講和条約である1814年のガン条約の調印を記念したもので、両国間の長い平和の歴史を象徴している。
この記念碑は、高速道路（アメリカ側は州間高速道路5号線、カナダ側はブリティッシュコロンビア・ハイウェイ99号線）の上下線の間に建てられている。周辺の一帯はピース・アーチ公園となっている。公園内には高速道路の国境検問所であるピース・アーチ国境検問所がある。

## 概要

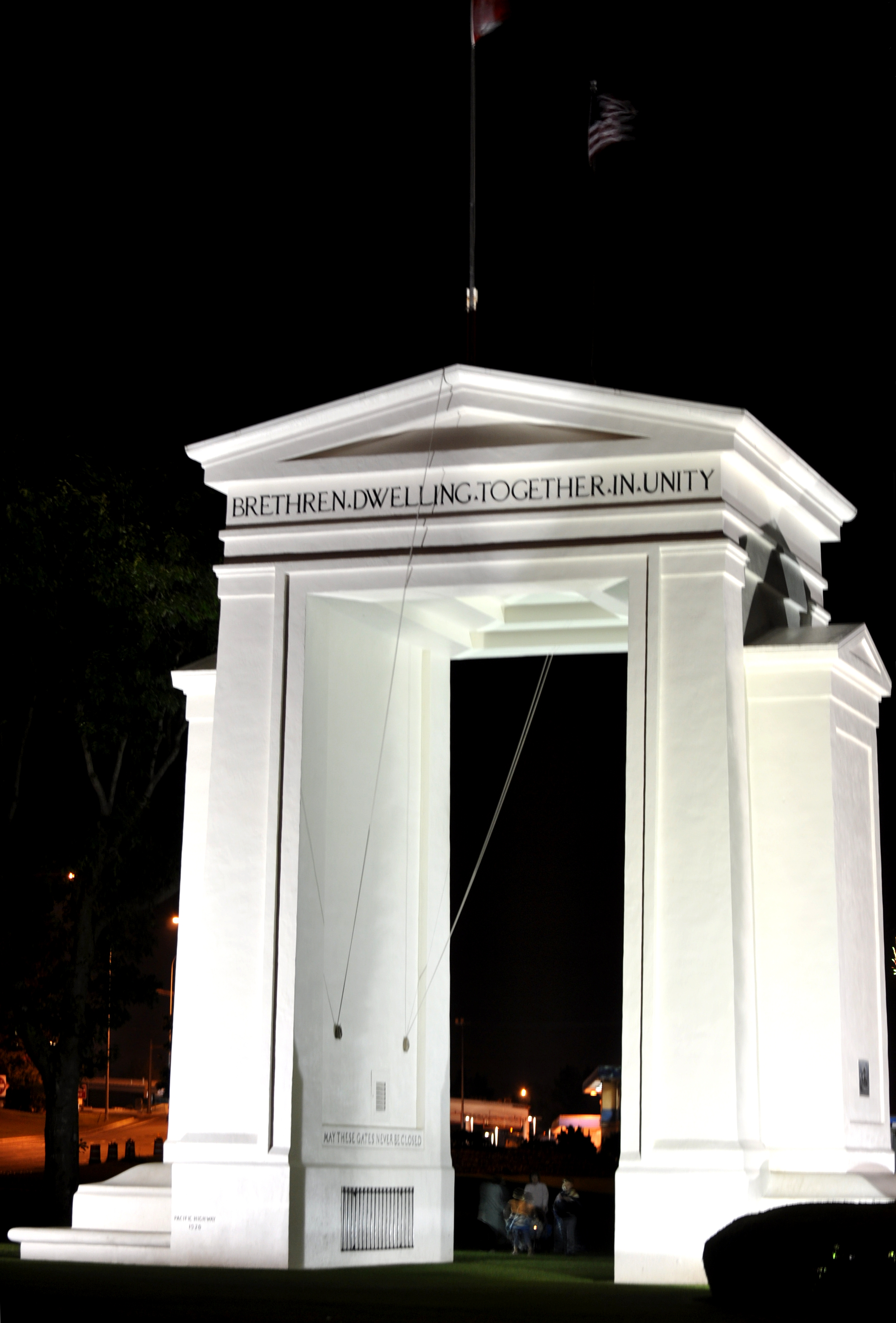
夜のピース・アーチ

「アーチ」の名前の通り、門のような構造である。高さは67フィート（20.5メートル）である。上端部にアメリカとカナダの国旗が掲げられている。上部のフリーズの両側に2つの碑文が刻まれている。アメリカ側の碑文は"Children of a common mother"（「共通の母の子供たち」の意味で、両国が大英帝国という共通の起源を持つことを指す）であり、カナダ側の碑文は詩篇133:1から取られた"Brethren dwelling together in unity"（兄弟が和合して共におる）である。アーチの中の両側には鉄製の柵が設置されており、それぞれの上に碑文が刻まれている。東側には"May these gates never be closed"（これらの門が閉ざされませんように）、西側には"1814 Open One Hundred Years 1914"と書かれている。
ピース・アーチには年間50万人が訪れる。一帯の公園、ピース・アーチ公園は、国境を境にカナダ側の"Peace Arch Provincial Park"とアメリカ側の"Peace Arch State Park"で構成されている（日本語訳ではいずれも「ピース・アーチ州立公園」）。ピース・アーチ公園は国際公園となっており、公園内はパスポートやビザを所持していなくても国境を跨いで自由に移動できる。ただし、公園に入った側の国から出る必要があり、公園を通り抜けて入った側とは別の国から出ると不法入国となる。
ピース・アーチを挟むように高速道路の上下線が走っており、国境上にある国境検問所は、アメリカ側ではピース・アーチ国境検問所と呼ばれている。カナダ側では、ブリティッシュコロンビア植民地初代総督ジェームズ・ダグラスにちなんだ「ダグラス」が、検問所の正式名称や検問所周辺の地名となっている。この検問所の利用者は、デトロイト以西のカナダ＝アメリカ国境では最も多い。

## 歴史

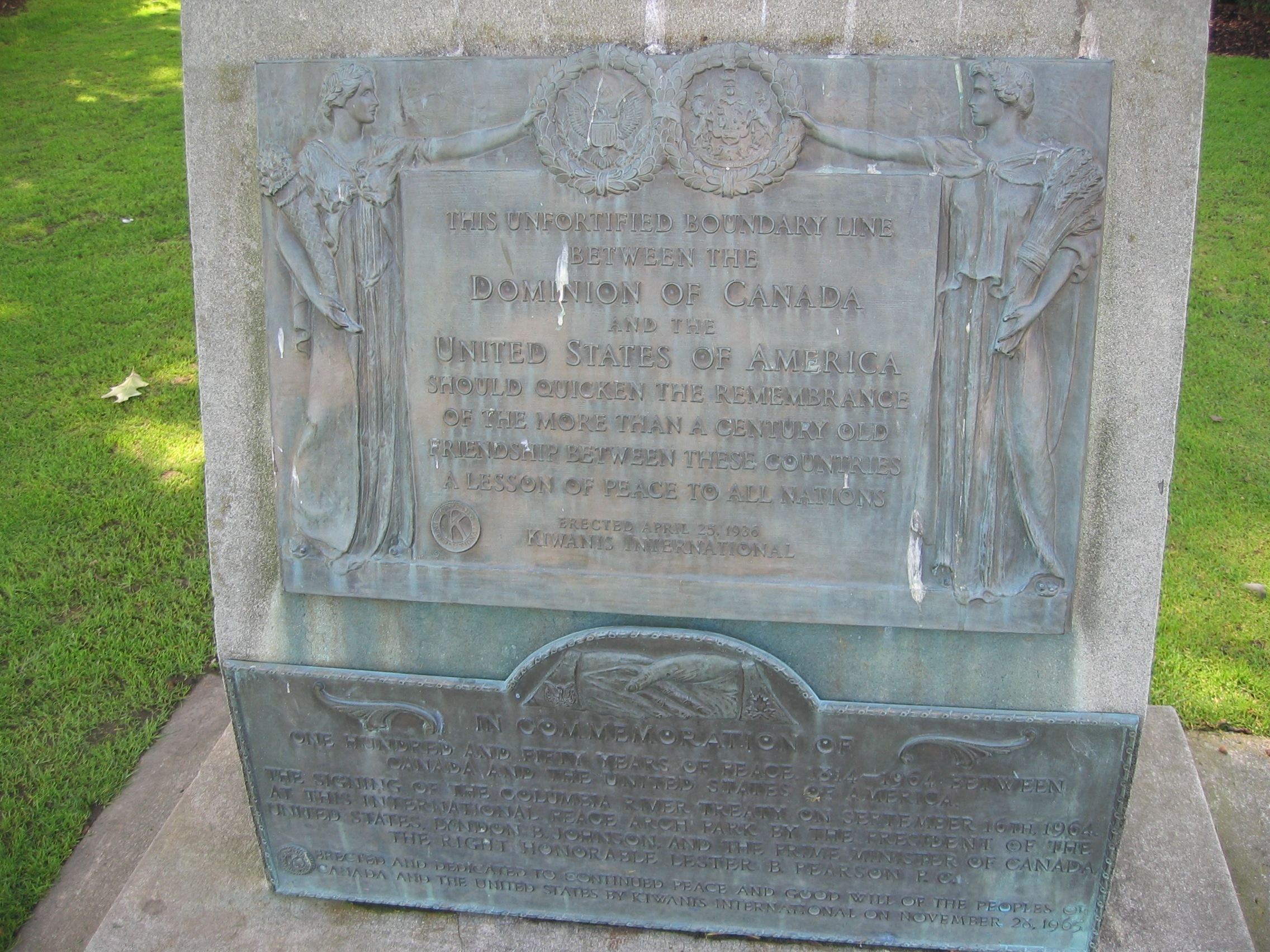
ピース・アーチの銘板

現在「ピース・アーチ国境検問所」と呼ばれている検問所自体は、1921年のピース・アーチ建設以前から存在していた。
1914年、グレート・ノーザン鉄道の弁護士をしていたサミュエル・ヒルが、国境上の記念碑を建立するための募金活動を始めた。アメリカの建築家ハーベイ・ワイリー・コーベットが設計を行い、1920年から建設を開始、1921年9月6日に落成した。この記念碑は、北米初の耐震設計された建物の一つと考えられている。
ピース・アーチ公園では、様々な国際イベントや抗議活動が行われてきた。1952年、アフリカ系アメリカ人歌手のポール・ロブスンは公民権活動家でもあり、赤狩りによってアメリカ国外に出ることを禁止され、それに対する抗議の一環として、ピース・アーチでカナダ側を向いてのコンサートを何回か行った。1970年5月9日、ベトナム戦争中のカンボジア作戦に反対するカナダのデモ隊によって、ピース・アーチにペンキが掛けられた。
2010年2月9日、2010年バンクーバーオリンピックの聖火リレーがピース・アーチのカナダ側を通過し、ブリティッシュコロンビア州首相のゴードン・キャンベルとワシントン州知事のクリスティン・グレゴワールが演説を行った。